# Anne Lolk Thomsen
Anne Lolk Thomsen (Svendborg, 15 de maig de 1983) és una esportista danesa que va competir en piragüisme en les modalitats d'aigües tranquil·les i marató, guanyadora de dues medalles en el Campionat Europeu de Piragüisme: plata en 2005 i bronze en 2006, ambdues en la prova de K2 1000 m.
En la modalitat de marató va obtenir set medalles en el Campionat Mundial entre els anys 2003 i 2009, i una medalla en el Campionat Europeu de 2003.

## Palmarès internacional

### Piragüisme en aigües tranquil·les
| Campionat Europeu | Campionat Europeu | Campionat Europeu | Campionat Europeu |
| Any               | Lloc              | Medalla           | Competició        |
| ----------------- | ----------------- | ----------------- | ----------------- |
| 2005              | Poznań ( Polònia) | 2                 | K2 1000 m         |
| 2006              | Račice ( Txèquia) | 3                 | K2 1000 m         |

### Piragüisme en marató
| Campionat Mundial | Campionat Mundial          | Campionat Mundial | Campionat Mundial |
| Any               | Lloc                       | Medalla           | Competició        |
| ----------------- | -------------------------- | ----------------- | ----------------- |
| 2003              | Valladolid ( Espanya)      | 2                 | K2                |
| 2004              | Bergen ( Noruega)          | 2                 | K2                |
| 2005              | Perth ( Austràlia)         | 3                 | K2                |
| 2006              | Trémolat ( França)         | 1                 | K2                |
| 2007              | Győr ( Hongria)            | 1                 | K2                |
| 2008              | Týn nad Vltavou ( Txèquia) | 1                 | K2                |
| 2009              | Vila Nova de Gaia ( Perú)  | 1                 | K2                |
| Campionat Europeu |                            |                   |                   |
| Any               | Lloc                       | Medalla           | Competició        |
| 2003              | Gdansk ( Polònia)          | 3                 | K2                |